# Vyto
Vyto, de son vrai nom Victor Routet, est un rappeur et producteur français né à Rodez, dans le département de l’Aveyron

## Biographie
Originaire de Rodez, Vyto développe son identité artistique à travers des expériences vécues dans plusieurs régions de France métropolitaine ainsi qu’en Guadeloupe. Ces trajectoires multiples nourrissent une sensibilité musicale mêlant des influences urbaines, insulaires et rurales.
Son lien avec le territoire aveyronnais constitue un élément structurant de sa démarche artistique, souvent orientée vers la valorisation d’une scène rap locale peu représentée dans les médias nationaux.

## Parcours artistique

### Collectif RCF
En 2016, Vyto cofonde le collectif RCF (Rodez City Flow) aux côtés de plusieurs artistes locaux, dont Ronin et Cisco. Le collectif a pour objectif de structurer la scène rap locale, rap de Rodez, et aveyronnaise à travers l’organisation de sessions de freestyle, d’événements musicaux et d’ateliers artistiques.
Vyto intervient régulièrement sur les ondes de la radio locale CFM Rodez, notamment lors d’émissions consacrées au freestyle.

### Engagements socioculturels
En parallèle de son activité musicale, Vyto participe à des projets d’action culturelle en milieu pénitentiaire, en partenariat avec l’association Prodiges. Ces interventions prennent la forme d’ateliers autour de l’écriture et de la musique. Des projets réalisés dans ce cadre ont été relayés dans des médias régionaux, notamment sur France 3 Occitanie.
Il intervient également au sein de structures sociales et médico-éducatives telles que des MECS,ITEP, etc.

### Projets musicaux

#### Imago(2018)
En 2018, Vyto publie le projet *Imago*, qui marque une étape importante dans sa carrière. Ce projet donne lieu à une série de concerts en France, dans des villes comme Paris, Toulouse, Saint-Étienne et Grenoble

#### Label Dimanche Production (2021)
En 2021, il fonde le label Dimanche Production, destiné à produire et accompagner des artistes de la scène indépendante, notamment en Aveyron. Le label élargit progressivement son catalogue à des artistes issus d’univers musicaux variés, incluant la pop et la musique électronique.

#### Collaboration avec Solys (2025)
Depuis janvier 2025, Vyto s’associe et produit Solys, artiste électro-techno originaire de l’Aveyron, dans le cadre d’un projet de production. Cette collaboration reflète une volonté d’ouverture vers d’autres esthétiques musicales, au-delà du champ du rap.

## Style musical
Issu d’un univers boom bap, Vyto ne s’est toutefois jamais limité à un style unique. Véritable «vagabond sonore», il explore différents registres et sonorités, mêlant productions brutes et ambiances plus mélodiques. Cette diversité musicale s’accompagne d’une écriture reconnaissable, caractérisée par une attention portée aux textes et aux atmosphères.

## Influence et reconnaissance
Acteur engagé de la scène musicale aveyronnaise, rap de Rodez, Vyto participe à la structuration d’un réseau artistique local. Son parcours illustre une volonté de concilier création musicale, ancrage territorial et action culturelle.

## Médias
- Sessions de freestyle sur CFM Radio
- Reportages sur ses interventions via l’association Prodiges, diffusés sur France 3 Occitanie
- Tournée nationale du projet Imago (2018)
- Lancement du label Dimanche Production (2021)
- Production du projet électro-techno Solys (2025)

## Discographie

### EP
- 2018: Imago
- 2019: Nota
- 2021: DMLV
- 2024: Tristement Heureux

## Premières parties
Vyto a assuré les premières parties d'artistes comme,
- Caballero & JeanJass[9]
- Demi Portion
- Vanupié
- Sergent Garcia[10]
- Dooz Kawa
- Leck

## Distinctions
- Participation à l'émission Planète Rap de Skyrock en 2015, aux côtés du rappeur Ali[11],[12].
- Sélection dans le Top 100 du Prix Pernod Ricard France Live Music en 2018[13].
- Lauréat du Prix de l'engagement en 2020, décerné par l'Institut de l'engagement[14].